# 소공녀 (1939년 영화)
《소공녀》(영어: The Little Princess)는 1939년에 개봉한 미국의 드라마 영화이다. 1905년에 출간된 프랜시스 호지슨 버넷의 동명 아동 소설을 영화화하였다.

## 줄거리
크루 대위는 제2차 보어 전쟁에 참전하기 위해 딸 사라(셔리 템플 분)를 그녀의 조랑말과 함께 미스 민친이 운영하는 여학교에 맡기게 된다. 크루 대위가 제공할 수 있는 모든 재산을 바탕으로, 민친은 사라에게 호화롭고 개인적인 방을 내준다.
아버지에 대한 걱정에도 불구하고, 사라는 승마 수업에 몰두한다. 그 과정에서 그녀는 승마 교사인 미스 로즈와 이웃집 심술궂은 백작 윅햄 경의 손자인 승마 강사 제프리 씨의 만남을 주선하는 데 도움을 준다. 제프리 씨는 자원하여 전쟁에 참전하기로 결심하고 출정 전에 미스 로즈에게 청혼한다. 사라는 출정을 앞둔 그를 다과회에 초대하여 민친을 설득하는 명분으로 삼지만, 민친은 제프리와 로즈가 함께 있는 모습을 목격하고 그들이 제대로 작별 인사를 나누지 못하게 한다. 이후 사라는 마페킹 해방 소식을 듣고 아버지가 곧 돌아오리라 기대한다.
크루 대위의 부탁으로 민친은 사라의 생일에 성대한 파티를 연다. 그러나 파티 중 크루 대위의 변호사가 나타나 대위가 전사했으며, 그가 소유하던 부동산이 몰수되었다는 슬픈 소식을 전한다. 민친은 즉시 사라의 파티를 중단시키고, 아버지의 재정 지원이 끊기자 사라는 하녀 신분으로 전락하여 자신이 다니던 학교에서 허드렛일을 하게 된다. 사라는 윅햄 경의 하인 람 다스와의 우정에서 위안을 얻고, 민친의 오빠 버티로부터도 도움을 받는다. 한편 민친은 제프리의 로즈에 대한 편지를 몰수하고 그녀를 해고시킨 뒤, 제프리의 할아버지와 중재하여 손자와 절연시키기에 이른다.
사라는 새로운 신분에 적응하며 심한 노동과 배고픔에 시달리지만, 아버지가 살아있다는 믿음에 사로잡혀 몰래 참전 용사 병원을 찾는다. 여러 고난 끝에, 그녀는 버티와 함께 영화의 대표곡인 “Knocked 'em in the Old Kent Road”를 부르기도 한다. 그러나 상황은 악화되어 민친과의 갈등이 고조된다. 민친은 사라가 아버지가 살아 있다는 신념을 버리지 못하자 현실을 직시하도록 강요하며, 다음날 사라는 라이비니아의 도발에 화가 나 재를 뿌리는 행동을 한다. 민친은 이튿날 다락방으로 올라가 사라를 체벌하려다, 람 다스와 윅햄 경가 사라에게 남긴 담요와 음식 등을 도난당한 것으로 오해해 사라를 다락방에 가두고 경찰에 신고한다. 사라는 가까스로 탈출해 병원으로 달려가지만 민친이 뒤따른다.
한편 병원에서는 의사소통이 불가능한 신원 미상의 환자를 이송 준비 중인데, 그 환자가 반복해서 “사라, 사라”라고만 말한다. 이는 크루 대위였다. 사라는 빅토리아 여왕이 방문한 병원에 도착해 그에게서 아버지를 찾을 수 있는 허락을 받는다. 수색 중 부상당한 제프리와 미스 로즈를 재회하고, 민친과 경찰의 추적을 피해 아버지가 있는 대기실을 발견한다. 처음에 크루 대위는 반응하지 않으나 사라의 절규에 정신을 차린다.
이를 본 직원이 “사라가 아버지를 찾았다”고 알리자, 민친은 “크루 대위가 살아있다고?!”라며 놀라워한다. 이에 민친의 오빠가 “그녀가 어떻게 살아있지 않은 사람을 찾겠나?”라며 반박한다. 영화는 여왕이 퇴장하는 가운데, 사라가 아버지를 부축하는 장면으로 마무리된다.

## 출연
- 셜리 템플 - 세라 크루 역
- 리처드 그린 - 제프리 해밀턴 역
- 어니타 루이즈 - 로즈 역
- 이언 헌터 - 레지널드 크루 대위 역
- 시저 로메로 - 람 다스 역
- 아서 트리처 - 허버트 "버티" 민친 교장 역
- 메리 내시 - 교사 어맨다 민친 역
- 시빌 제이슨 - 베키 역
- 마일스 맨더 - 위컴 경 역
- 마샤 메이 존스 - 러비니아 역
- 디어드러 게일 - 제시 역
- E. E. 클라이브 - 배로스 씨 역
- 베릴 머서 - 빅토리아 여왕 역
- 윌 스탠턴 - 마부 역

## 우리말 녹음
KBS 성우진 (1995년 5월 14일)
- 김정애 - 세라(셜리 템플)
- 이선영 - 민친 교장(아서 트리처)
- 송두석 - 크루 대위(이언 헌터)
- 김민규 - 위컴(마일스 맨더)
- 이영주 - 러비니아(마샤 메이 존스)
- 김정호 - 버티(아서 트리처)
- 박은숙 - 베키(시빌 제이슨)
- 김환진 - 제프리(리처드 그린)
- 윤기황 - 람 다스(시저 로메로)
- 정옥주 - 여왕(베릴 머서)
- 정미숙 - 러비니아의 친구(디어드러 게일)
- 함수정 - 로즈(어니타 루이즈)
- 이재용 - 배로스(E. E. 클라이브)
- 김소형 - 군인(프랭크 베이커)
- 전인배 - 환자(모턴 라우리)

KBS 스태프
- 녹음 - 박영래
- 그래픽 - 배구직, 도경란
- 편집 - 이규헌, 황인규, 이윤주
- 번역 - 신순남
- 연출 - 하인성
- 기획 - KBS
- 우리말제작 - KBS 영상사업단

## 제작 과정

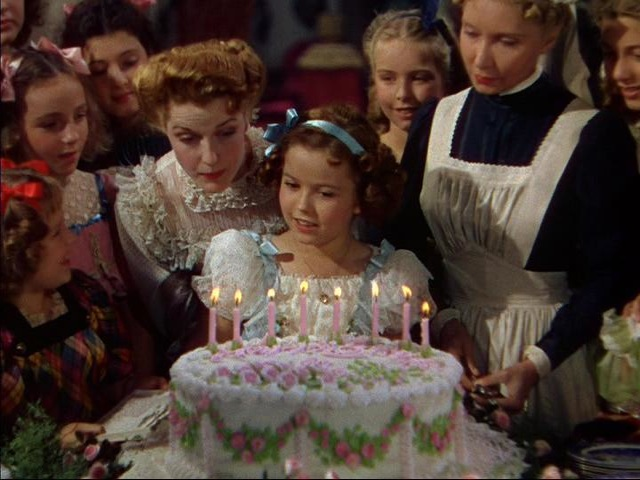
생일 파티 장면

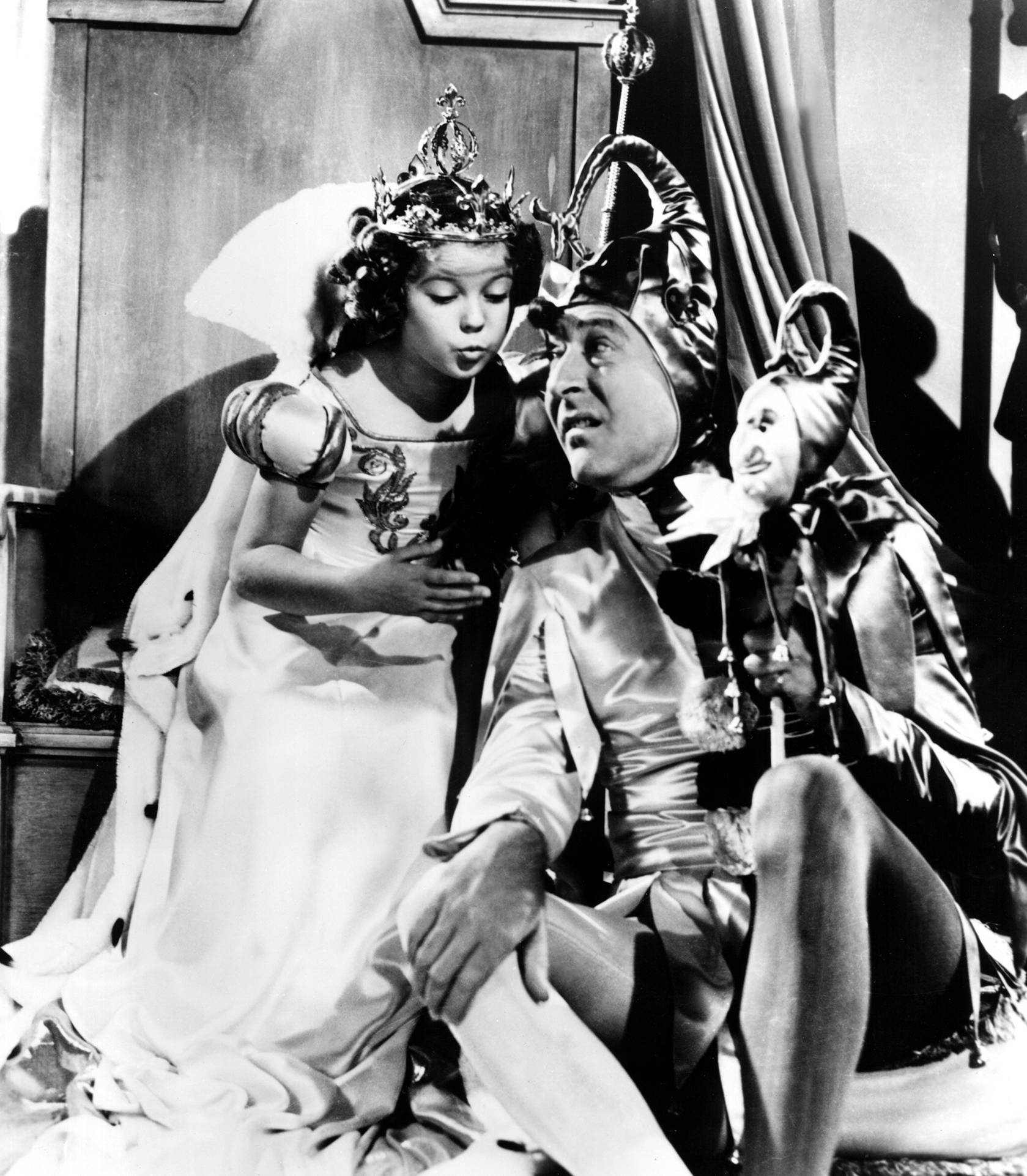
셜리 템플과 아서 트리처

촬영이 끝난 후, 폭스사의 대릴 자넉은 추가 장면 촬영을 요청했고, 이는 30만 달러의 제작비를 더해 총 제작비가 100만 달러를 넘기게 되었다. 이로 인해 이 영화는 당시까지 제작된 셜리 템플 영화 중 가장 비용이 많이 든 작품이 되었다.
영화는 1899년 영국이라는 배경에 충실하도록 철저히 준비되었다. 소품인 인형조차도 그 시대에 실제로 존재했던 디자인을 기준으로 제작되었고, 의상도 시대에 맞게 정밀하게 제작되었다. 셜리 템플이 입은 의상 중 하나에 1908년에야 발명된 스냅 단추가 사용된 것이 발견되어 제작이 일시 중단되기도 했다.
마르시아 메이 존스가 연기한 캐릭터에게 템플이 재를 쏟는 장면은 원래 한 번에 촬영을 마칠 예정이었다. 그러나 템플은 이전 장면에서 시빌 제이슨이 지나치게 주목받은 것에 불만을 품고 있었고, 이를 풀기 위해 이 장면을 한 번 더 찍자고 요청했다. 하지만 감독인 랭은 추가 촬영이 필요 없다고 판단해 거절했다.
발레 장면을 위해 템플은 발레 강사 어니스트 벨처에게서 지도를 받았다. 템플은 자신의 조랑말 ‘스펑키’를 우리에 누워 있는 장면을 위해 스튜디오에 대여했지만, 테크니컬러 촬영을 위해 초록색으로 염색된 짚이 조랑말을 불안하게 만들면서 촬영에서 제외되었고, 템플은 그에 따른 출연료를 받지 못했다.
현장 스태프들과 어울리기 위해 템플은 출퇴근 시 사용하는 펀치 카드를 요청했으나 처음에는 거절당했다. 이후 감독 랭이 이를 허락했고, IBM은 템플의 열정을 듣고 그녀의 이름이 새겨진 특별한 펀치 카드 기기와 그녀의 사진이 인쇄된 펀치 카드를 제공했다. 그러나 이 기기는 실제로 사용되지 않았고, 템플은 기존 기계를 계속 사용했다. 그녀가 찍은 출퇴근 기록도 스튜디오의 급여 담당자는 무시했다.

## 비평
비평
Variety는 이 작품에 대해 이렇게 평가했다.
프랜시스 호지슨 버넷의 고전 《소공녀》 영화로 옮긴 작업이 전반적으로 잘 이루어졌다고 보았다. 동화 같은 이야기라 여전히 지나치게 감상적인 면이 있지만, 기본 설정이 자리 잡은 뒤에는 무난하게 전개된다는 평이다. 영화화를 위해 몇몇 부분이 바뀌었지만, 전체적인 줄거리는 원작과 크게 다르지 않다고 언급했다.
뉴욕 록시 극장에서 영화가 개봉했을 당시, 뉴욕 타임스의 비평가 벤자민 R. 크리슬러는 이렇게 말했다.
세상 어떤 아이가 주연을 맡았더라도 『소공녀』는 스크린 역사상 손꼽히는 허황된 이야기로 여겨졌을 것이다. 하지만 셜리 템플이 이끌었기에, 자넉 씨가 자신 있게 말하듯 이 작품은 그가 참여한 영화 중 최고의 작품일지도 모른다.

그로부터 44년 뒤, 영화가 VHS로 재출시되었을 때 뉴욕 타임스의 자넷 매슬린은 이렇게 썼다.
지금 보기엔 충분히 고풍스러워 오히려 매력적이다.

이어서, “영화 속 음악, 유치하지만 정감 있는 과장된 연기, 그리고 1939년작 애국심이 어우러져 결국 감동적인 결말로 이어진다. 어른도 눈물을 흘릴 수밖에 없을 것이다”라고 평했다.